# چیشتس
چیشتس (به لهستانی:  Cisiec) یک روستا در لهستان است که در گمینا ونگیرسکا گورکا واقع شده‌است. چیشتس ۳٬۲۱۴ نفر جمعیت دارد و ۴۰۰ متر بالاتر از سطح دریا واقع شده‌است.